# Holtby
Holtby – wieś w Anglii, w hrabstwie ceremonialnym North Yorkshire, w dystrykcie (unitary authority) York. Leży 8 km na wschód od miasta York i 281 km na północ od Londynu. Miejscowość liczy 152 mieszkańców.